# Јункерска побуна
Јункерска побуна у Петрограду (11. новембра 1917) била је неуспели покушај реакције након победе Октобарске револуције у Петрограду (7. новембра 1917).

## Побуна
Након избијања бољшевичког устанка у Петрограду 6. новембра 1917, председник Привремене владе Александар Керенски побегао је у штаб Северног фронта у Пскову. До јутра 7. новембра скоро читав Петроград био је у рукама бољшевика, а Зимски дворац, у коме је била опседнута Привремена влада под заштитом одреда јункера и женског ударног батаљона, нападнут је у 21 сат и 45 минута и освојен 8. новембра у 2 часа и 10 минута. Чланови Привремене владе су ухапшени, а 8. новембра увече Други сверуски конгрес совјета, под контролом бољшевика, преузео је сву власт у Русији и формирао нову владу, Савет народних комесара, са Лењином на челу.
Сутрадан после победе оружаног устанка у Петрограду, Керенски је уз помоћ генерала Петра Краснова повео на Петроград јединице Северног фронта одане Привременој влади, које су до 10. новембра непосредно угрозиле престоницу. У Петрограду је 11. новембра избила побуна око 1.000 питомаца и официра, коју је организовао Комитет за спас земље и револуције (рус. Комитет спасения родины и революции). Без подршке међу радницима и војницима (којих је у Петрограду било око 200.000 под оружјем), побуна је угушена истог дана, а 12. новембра козачки одреди Краснова разбијени су на Пулковским висовима недалеко од престонице. Керенски је побегао, а Краснов је пуштен на реч да се више неће борити против револуције.